# Karen Lin Taket
Karen Lin Manuel Taket (rođena 14. avgust 1976) američka je glasovna glumica koja je pružila glas za animacione produkcije 4Kids Entertainment, uključujući Winx Club, Pokémon Chronicles i Teenage Mutant Ninja Turtles.

## Sinhronizacija
- Vinks Klub - Darsi (Foks Televizija)

## Spoljašnje veze
- Karen Lin Taket na sajtu  (jezik: engleski)